# Municipio de Zapotitlán Palmas
El municipio de Zapotitlán Palmas es uno de los 570 municipios en que se encuentra dividido el estado mexicano de Oaxaca y en la Región Mixteca. Su cabecera es la población del mismo nombre.

## Geografía
El municipio de Zapotitlán Palmas es uno de los más pequeños del estado de Oaxaca, contando con una extensión territorial de 43.973 kilómetros cuadrados que equivalen al 0.05% de la extensión total del estado. Se encuentra localizado en el extremo noroeste del territorio de Oaxaca, forma parte de la región Mixteca y del distrito de Huajuapan.
Tiene como coordenadas geográficas extremas 17°50′ - 17°56′ de latitud norte y 97°47′ - 97°53′ de longitud oeste; la altitud del territorio va de 2200 a 1600 metros sobre el nivel del mar.
Se encuentra completamente rodeado por el municipio de Heroica Ciudad de Huajuapan de León, con el que limita al oeste, este y sur; al norte su límite corresponde al estado de Puebla y el específico al municipio de Chila.

## Demografía
La población total del municipio de Zapotitlán Palmas de acuerdo con el Censo de Población y Vivienda realizado en 2010 por el Instituto Nacional de Estadística y Geografía, es de 1 514 habitantes, de los que 669 son hombres y 845 son mujeres.
La densidad de población asciende a un total de 34.43 personas por kilómetro cuadrado.

### Localidades
El municipio se encuentra formado por solo cuatro localidades, su población de acuerdo al censo de 2010 son:
| Localidad                     | Población |
| ----------------------------- | --------- |
| Zapotitlán Palmas             | 1 246     |
| Reforma                       | 175       |
| Ejido Presidente López Mateos | 42        |
| Barrio Libertad               | 33        |
| Barrio Grande                 | 18        |
| Total Municipio               | 1 514     |

## Política
El gobierno de Zapotitlán Palmas se rige por principio de usos y costumbres que se encuentra vigente en un total de 424 municipios del estado de Oaxaca y en las cuales la elección de autoridades se realiza mediante las tradiciones locales y sin la intervención de los partidos políticos. 
El ayuntamiento de Zapotitlán Palmas está integrado por el presidente municipal, un síndico y un cabildo integrado por tres regidores.

### Representación legislativa
Para la elección de diputados locales al Congreso de Oaxaca y de diputados federales a la Cámara de Diputados federal, el municipio de Zapotitlán Palmas se encuentra integrado en los siguientes distritos electorales:
Local:
- Distrito electoral local de 6 de Oaxaca con cabecera en Heroica Ciudad de Huajuapan de León.[4]

Federal:
- Distrito electoral federal 3 de Oaxaca con cabecera en Heroica Ciudad de Huajuapan de León.[5]